# Osgoodomys banderanus
Osgoodomys banderanus je sisavac iz reda glodavaca i porodice Cricetidae.
Ova vrsta nije ugrožena, i navedena je kao posljednja briga jer ima široko rasprostranjenje. Žive isključivo u Meksiku u saveznim državama: Nayarit, Jalisco, Michoacán i Guerrero. Vrsta je po visini rasprostranjena od razine mora do 1400 metara nadmorske visine. Grade gnijezda od lišća, trave i drugog biljnog materijala, bilo u šupljinama stabala ili na terenu. Njihova prehrana sastoji od sjemenki, voća i insekata.
Stanište mu je ugroženo zbog deforestacije i širenja agrikulture.